# Skansoriopteryks
Skansoriopteryks (Scansoriopteryx) – rodzaj pierzastego teropoda z grupy maniraptorów, z rodziny Scansoriopterygidae.
Został opisany na podstawie szkieletu młodocianego, mierzącego kilkanaście centymetrów długości, osobnika, znalezionego w chińskiej prowincji Liaoning. U skansoriopteryksa dowiedziono występowanie upierzenia i przystosowania do nadrzewnego trybu życia. Ze względu na liczne podobieństwa w budowie, Scansoriopteryx jest często synonimizowany z epidendrozaurem. Nie jest jasne, czy byłby wówczas jego młodszym czy starszym synonimem – niektórzy badacze, np. Padian traktują go jako młodszy synonim, zaś Feduccia i współpracownicy – jako starszy.

## Opis
Okaz typowy Scansoriopteryx heilmanni (okaz CAGS02-IG-gausa-1/DM 607) reprezentuje skamieniałe szczątki wykluwającego się dinozaura maniraptora, podobnego pod pewnymi względami do Archaeopteryxa. Drugi okaz, holotyp Epidendrosaurus ninchengensis ( IVPP V12653 ), również wykazuje cechy wskazujące na osobnika młodocianego. Okaz jest częściowo rozczłonkowany, a większość kości zachowała się jako odciski w płycie skalnej, a nie trójwymiarowe struktury. Ponieważ jedyne znane okazy to osobniki młodociane, wielkość dorosłego Scansoriopteryxa jest nieznany – okaz typowy to maleńkie stworzenie wielkości wróbla.